# Nynorsk nyelv
A nynorsk (szó szerint „újnorvég”) egyike azon két hivatalos nyelvnek, amelyek együttesen alkotják a norvég írásos nyelvet. A másik nyelv a bokmål. 1929 előtt a nynorsk neve landsmål volt. A landsmål hivatalos formája lett a norvég írásnak az úgynevezett „Jamstellingsvedtaket” által, határozat amelyet a Storting 1885-ben hozott. A nynorsk alternatívája lett a riksmål-nak, amelynek írott formája majdnem azonos volt a dán nyelvvel. A landsmål neve, a Storting 1929-ben hozott újabb határozta szerint nynorsk lett. Még ma sem létezik egységes „nemzeti norvég”.

## Története

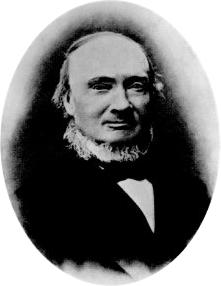
Ivar Aasen, a nynorsk atyja

A nynorsk mint írott nyelv a 19. század közepétől fejlődött ki. Nyelvpolitikai szempontból ebben az időben szükségessé vált a norvég nyelv státuszának helyreállítása, mivel a dán–norvég unió időszaka alatt csak a dán írást használták. Ivar Aasen nyelvész tézise az volt, hogy egy valódi norvég nyelv fennmaradt a falusi környezetben. A hegyvidéki táj korlátozta a kommunikációt és ellensúlyozta a különböző régiók közötti nyelvi hatásokat. Aasen szerette volna tanulmányozni a nyelvet az egész országban, ezért számos hosszú vándorutat tett, melyek során feljegyezte a népnyelvet.
Négy év kutatás után Ivar Aasen 1848-ban kiadta a Det norske Folkesprogs Grammatik (A norvég népnyelv nyelvtana) című könyvét. Ezt követte 1850-ben az Ordbog over det norske Folkesprog (A norvég népnyelv szótára), majd 1853-ban a Prøver af Landsmaalet i Norge (Norvég terepi tesztek) című könyve, amelyben szerepelt Aasen javaslata egy új norvég nyelvű írott nyelvre, mint rekonstruáló kompromisszum főleg a nyugatnorvég (Vestlandet) nyelvjárások között.
Norvégiában érdeklődés mutatkozott a nemzeti kultúra fejlesztésében, például Edvard Grieg népzene inspirálta kompozícióival, valamint Henrik Ibsen és Bjørnstjerne Bjørnson munkáival, amelyek fontos szerepet játszottak a norvég irodalom kialakulásában. 1907 előtt azonban a legtöbb írott mű a dán helyesírást követte.
1869-ben elfogadták a svéd Å betűt mint alternatív írását az AA (ó) hangnak, s ez 1938-ban kötelezővé vált.
1885-ben a nynorsk/landsmål egyenjogú lett a dán-norvég riksmål nyelvvel Norvégiában. A Biblia már 1889-ben megjelent nynorsk nyelven, 15 évvel korábban, mint bokmål írással.
1907-ben, röviddel a Svédországtól való függetlenné válás után (1905. június 7.), megreformálták a bokmålt norvég írásmódra, a dán helyesírás helyett, és 1929-ben fogadták el a jelenlegi semleges neveket: bokmål, illetve nynorsk.
Az 1938-as nyelvújítás következtében szükségessé vált az összes tankönyv kicserélése, így a helyi önkormányzatok úgy döntöttek, hogy már 1943-ban a diákok egyharmada részesült nynorsk nyelvű oktatásban.
A norvég állam nyelvpolitika célja 1910-től az volt, hogy a két nyelvváltozat megközelítse egymást egy úgynevezett samnorsk nyelvben Moltke Moe kezdeményezése szerint. Ez azonban erős ellenállást váltott ki különösen a bokmål-pártiak részéről, komoly konfliktusokkal különösen az 1950-es és 1960-as években. A konfliktusok csökkentésére hozták létre az 1960-as években az úgynevezett „Nyelvi békebizottságot”. 2002 óta a koordinációs kampány hivatalosan befejeződött, és semmilyen kísérlet nem történt arra, hogy politikai úton egyesítse a két fajta írást.
A norvég nyelvi konfliktus idején egyes csoportok arra törekedtek, hogy még jobban kiemeljék a nyelvformák egyediségét. Egyesek a høgnorsk, a jelenlegi nynorsk-nál konzervatívabb forma hívei, míg mások inkább egy konzervatív bokmål „riksmål” mellett szállnak síkra. A nynorsk nyelvileg „tisztább”, mint a dialektusok, amelyekben gyakran fordulnak elő dán és német elemek.

## A nynorsk jelenlegi helyzete
A „Norvég nyelvtanács” becslése szerint a lakosság 10-12 százaléka tekinti a nynorsk-ot írott nyelvének. Legtöbben Nyugat-Norvégiában vannak, Rogaland megyében (Stavanger és Haugesund kivételével), Hordaland megyében (Bergen kivételével), Sogn og Fjordane megyében és Møre og Romsdal megyében. A nynorsk még eléggé elterjedt Aust-Agder megye központi részein valamint Buskerud, Oppland és Telemark megyékben.
Nyugat-Norvégiában a nynorsk nyelvet használók aránya 45,2 százalék, Norvégia többi részén pedig 2,7 százalék volt 2003-ban (kivétel Sogn og Fjordane megye 99,8 százalék nynorsk használóval). Az arány a 20. század második felében visszaesett. A norvég katonakötelesek 10-11 százaléka adja meg írott nyelvének és a lakosság 11 százaléka használ nynorsk nyelvű nyomtatványt az adóbevallásánál. A tömegtájékoztatási eszközök hatással vannak a helyi nyelvformák hátrányára és a médiában uralkodó nyelvek előnyére.
A 2002-es évben a norvég önkormányzatok 27 százalékának adminisztratív írásnyelve a nynorsk, míg 37 százalékuknak a bokmål volt. A fennmaradó 36 százalék nem választotta az egyik nyelvet a másik előtt. Minden önkormányzat maga dönti el, hogy az írott nyelvek közül melyik lesz az adminisztráció hivatalos nyelve. A kliensek mindig jogosultak arra, hogy bármelyik nyelven a hatósághoz fordulhassanak. Az iskolákban mindkét nyelvet tanítják. Az oktatásban preferált nyelvet „fő nyelvnek”, a másikat pedig „mellék nyelvnek” nevezik. Az általános iskolában tanuló diákok 14,7 százaléka nynorsk-ot adta meg mint írott nyelvét, s ezek legtöbbje Nyugat-Norvégiából való. A tanulók között néha ellenállás van a nynorsk-kal szemben, és mint más országokban is, nagyobb ösztönzést jelenthet a városok nyelve karrier és társadalmi szempontból, a vidéki nyelvekkel szemben.
A 2000-ben kiadott 4549 nyomtatott könyvnek (könyv és egyéb forma) 8 százaléka volt nynorsk és 92 százaléka bokmål nyelven. A norvég újságok 6 százaléka jelenik meg csak nynorsk és 5 százaléka mindkét nyelven. Egyes újságok, mint például Aftenposten és Verdens Gang tiltják a nynorsk nyelvet szerkesztői szövegben.

## Nevének eredete
A „nynorsk” nevet használják a beszélt nyelvre ami a középkor közepén alakult ki nyelvtani egyszerűsítésekkel, vagyis mint ellentétet az „ó norvég” (gammalnorsk) nyelvvel amelyik sokkal egységesebb volt mint a mai nynorsk dialektusok. Ezek az egyszerűsítések voltak az okai a későbbiekben kialakult dialektusok többségének. A 17. században a norvég írott nyelvet nem használták, de a helyi dialektusokban megőrizték, ott ahol az uralkodó osztály dánja nem dominált.

## Jellemzői
A nynorsk lényegében nyugat-skandináv dialektuson alapul. Abban különbözik a kelet-skandinávtól, hogy lényegesen több óskandináv kettőshangzót tartott meg (akárcsak a feröeri és az izlandi), ott ahol a  kifejlesztett magánhangzót. (például „stein” vs „sten” (kő), „braut” vs „bröt (eltört), „skein” vs „sken” (ragyogás). Egy másik különbség az „u” és a kelet-skandináv „o”, mint például a „ku” és „bru”, illetve „ko” és „bro” (tehén és híd).
A szótári nynorsk, mint a „nynorsk ordliste” (nynorsk szótár), kétféle szóalakot ismertet: főformát és mellékformát. A fő formát a nyomtatványokban, az iskolai tankönyvekben és az önkormányzat, megyei önkormányzat és az állam közigazgatásában való használatra szánják. A mellékformák tökéletesen elfogadhatónak tekinthetők minden más típusú felhasználónak, mint például diákoknak. Vannak olyan szavak, amelyek két vagy több egyenértékű formával fejezhetők ki. Példaként említhető a többes szám első személy névmása, a „vi” és „me” (mi) két formája.

## A nynorsk mint beszélt nyelv
A nynorskot elsősorban írásos nyelvformának nevezik, és a bokmål-lal ellentétben kevesen korrigálják a beszédjüket a nynorsk normának megfelelően (bár néhány dialektus nagyon közel van). Az 1970-es években a norvég nyelvi elgondolást így foglalták össze: „Beszélj tájszólásban – írj újnorvégül!”. A nynorsk nem dialektust képvisel, hanem egy kompromisszumot. A beszélt nynorskot használnak az NRK rádió- és televíziócsatornáiban a hírműsorokban. Néhány színház, mint például a Det norske teatret Oslóban, a színdarabokat nynorsk nyelven adja elő. A különleges dialektusokkal rendelkező színészek használhatják a nynorsk nyelvet. Más országokkal ellentétben a norvég dialektusok magasabb státuszúak a közéletben, és hivatalosan is használhatók.

## Nynorsk írók

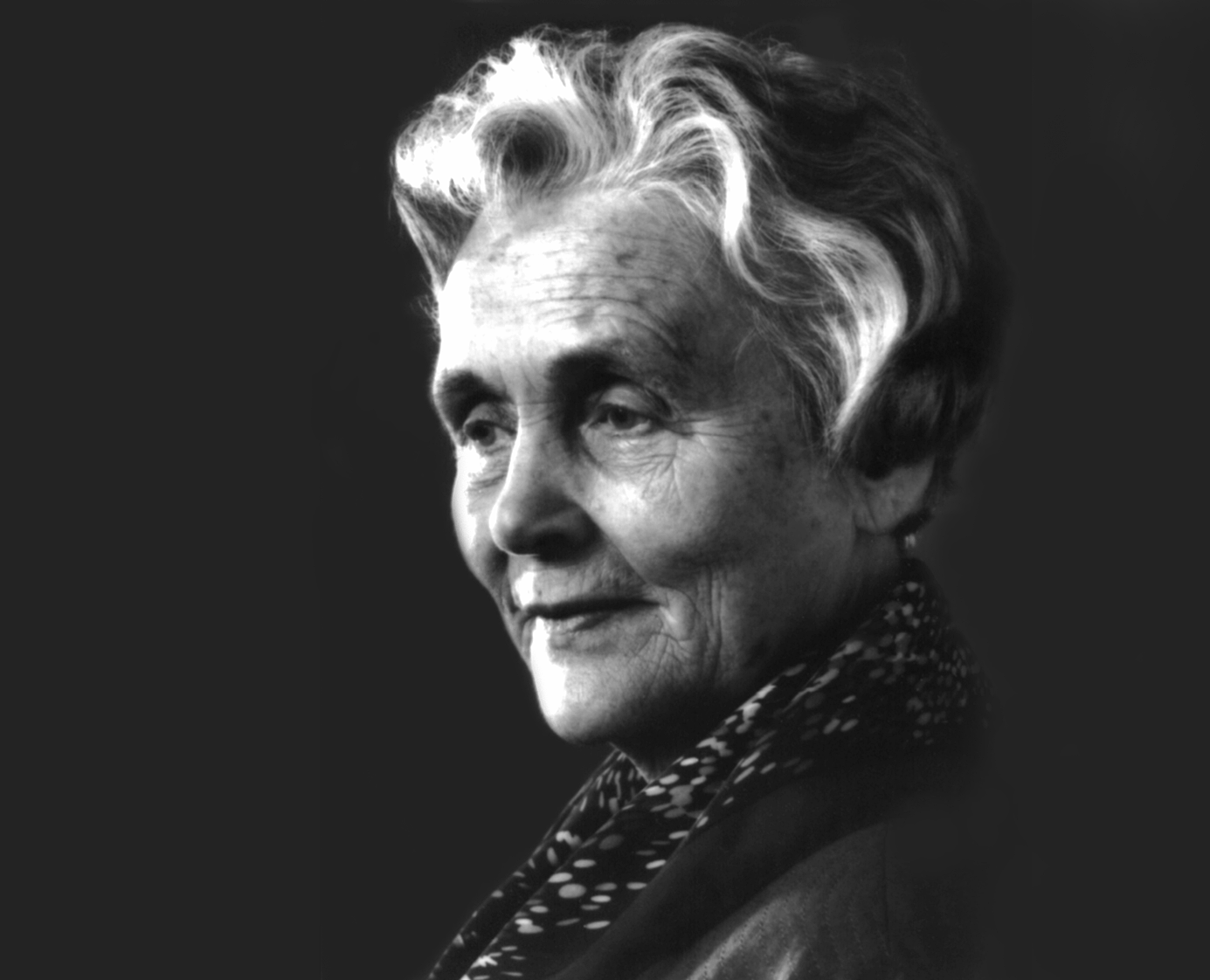
Halldis Moren Vesaas

- Olav Duun
- Kjartan Fløgstad
- Jon Fosse
- Arne Garborg
- Frode Grytten
- Olav H. Hauge
- Halldis Moren Vesaas
- Tarjei Vesaas

## Fordítás
Ez a szócikk részben vagy egészben  a   nynorska című svéd Wikipédia-szócikk fordításán alapul.  Az eredeti cikk szerkesztőit annak laptörténete sorolja fel. Ez a jelzés csupán a megfogalmazás eredetét és a szerzői jogokat jelzi, nem szolgál a cikkben szereplő információk forrásmegjelöléseként.